# Boualem Sansal
Boualem Sansal ((ar)  بوعلام صنصال; Tissemsilt, 15 oktober 1949) is een Algerijns romanschrijver en essayist. Hij schrijft in de Franse taal en verkreeg in 2024 de Franse nationaliteit.

## Levensloop
Sansal werd in 1949 te Theniet El Had in Frans-Algerije geboren. Zijn vader was van Marokkaanse afkomst, zijn moeder genoot een Franstalige opleiding. Sansal studeerde voor ingenieur en doctoreerde als economist. Na zijn studies gaf hij les, werd bedrijfsleider en werkte als hoge ambtenaar in het Algerijnse ministerie van industrie.
Na de moord op Algerijns president Mohamed Boudiaf in 1992, dreigende vervolging tijdens de Algerijnse Burgeroorlog en de dood van een vriend begon Sansal rond zijn vijftigste over zijn land te schrijven, in het Frans. In 1999 verscheen zijn debuutroman Le serment des Barbares, waarvoor hij meteen enkele prijzen ontving. De roman gaat over de opkomst van de fundamentalisten die Algerije in de tien jaar lange burgeroorlog stortten.
Sansal werd vanwege zijn kritiek op de overheid in 2003 ontslagen uit zijn ambt aan het ministerie. Twee jaar later verscheen zijn roman Harraga, over een ongehuwde vrouwelijke arts die lijdt onder de islamistische onderdrukking. In 2008 verscheen de roman Le Village de l'Allemand waarin Sansal islamisme en nazisme gelijkstelt. De roman is gebaseerd op een waargebeurd verhaal over de zoektocht van twee zonen naar het verleden van hun in de burgeroorlog gedode Duitse vader.
In 2012 werd de uitreiking van de 'Prix du monde arabe' in Parijs geannuleerd omdat Sansal, die de prijs voor zijn roman Rue Darwin zou in ontvangst nemen, in Israël op een internationaal festival aanwezig was geweest. In 2015 verscheen de bekroonde roman 2084: la fin du monde, een religieuze dystopie geïnspireerd door George Orwells roman 1984. Sansal nam in 2019 deel aan de demonstraties die leidden tot het aftreden van toenmalig president Abdelaziz Bouteflika.
In november 2024 werd Sansal, na thuiskomst van een reis naar Frankrijk voor de boekvoorstelling van zijn nieuwste roman Vivre : le compte à rebours, door het Algerijnse regime aangehouden vanwege 'het ondermijnen van de nationale eenheid'. Midden december werd hij er in een ziekenhuis opgenomen. Sansal kreeg in 2024 de Franse nationaliteit en was van plan zich in Frankrijk te vestigen. Het Europees Parlement stemde eind januari 2025 met grote meerderheid voor een resolutie waarin het zijn onmiddellijke en onvoorwaardelijke vrijlating eiste.
Volgens zijn advocaat, François Zimeray, ging Sansal op 17 februari in hongerstaking. Zijn kankerbehandeling zou daarop zijn stopgezet. Het Franse tijdschrift Marianne berichtte eerder dat Sansal op 17 februari door onbekenden bezocht en onder druk gezet werd om vanwege diens joodse geloof een andere advocaat te nemen waarop Sansal de hongerstaking begon. Zimeray slaagt er niet in een Algerijns visum te verkrijgen en zijn cliënt te bezoeken.  Volgens de voorzitter van de balie van Algiers, Mohamed Baghdadi, is Sansal niet in hongerstaking, werd zijn kankerbehandeling niet stopgezet en is Zimeray niet langer diens advocaat. Op 27 maart 2025 werd Sansal veroordeeld tot vijf jaar opsluiting en een boete van een half miljoen dinar.